# Daytime-Emmy-Verleihung 2015
Die Daytime-Emmy-Verleihung 2015 fand am 26. April 2015 in den Warner Bros. Studios Burbank, Burbank, Los Angeles County, Kalifornien statt. Die Moderation übernahm Tyra Banks.
Die Nominierungen wurden in den Hauptkategorien am 4. Januar 2015 verkündet, die weiteren Nominierungen am 31. März 2015 während einer Episode von The Talk.
Nachdem die Zuschauerzahlen in den Vorjahren stark abgenommen hat, verzichtete man bei der Daytime-Emmy-Verleihung 2014 auf eine Ausstrahlung, da man keinen geeigneten Partner fand. So wurde die Verleihung live gestreamt, was jedoch dazu führte, das kaum jemand von den Nominierten und Gewinnern  an der Verleihung teilnahm. 2015 kehrte die Award Show zurück ins Fernsehen und wurde über den Pay-TV-Channel Pop ausgestrahlt. Die neu designte und um zwei Monate vordatierte Show soll den Glamour alter Tage zurückerlangen. Das frühere Datum sollte es verschiedenen Gästen einfacher ermöglichen an der Verleihung teilzunehmen, da die Shows zu diesem Zeitpunkt produziert werden.
In den Warner Bros. Studios wurde die Nummer 16 gebucht. Auf der dortigen Bühne wurden Szenen von Filmen wie Casablanca (1942), Jurassic Park (1993) und Ghostbusters – Die Geisterjäger (1984) gedreht. Die Verleihung wurde von Michael Levitt produziert,

## Programmkategorien
| Dramaserie (Outstanding Drama Series) | Spielshow (Outstanding Game Show) |
| --- | --- |
| - Schatten der Leidenschaft (CBS) - Zeit der Sehnsucht (NBC) - Reich und Schön (CBS) - General Hospital (ABC)                                          | - Jeopardy! (Syndikation) - The Price Is Right (CBS) - Family Feud (CBS) |
| Entertainment-Talkshow (Outstanding Talk Show-Entertainment)                                                                                           | Informative Talkshow (Outstanding Talk Show-Informative) |
| - The Ellen DeGeneres Show (Syndikation) - Live! with Kelly and Michael (Syndikation) - The Talk (Syndikation) - The Wendy Williams Show (Syndikation) | - Steve Harvey (Syndikation) - The Chew (ABC) - The Dr. Oz Show (Syndikation) - The Kitchen (Food Network)                                                                      |
| Frühstücksprogramm (Outstanding Morning Program) | Outstanding Morning Program in Spanish |
| - CBS News Sunday Morning - Good Morning America (ABC) - The Today Show (NBC)                                                                          | - Un Nuevo Día (Telemundo) - ¡Despierta América! (Univision) - Café CNN (CNN en Español)                                                                                        |
| Entertainment News (Outstanding Entertainment News Program)                                                                                            | Kochshow (Outstanding Culinary Series) |
| - Entertainment Tonight (Syndikation) - Access Hollywood (Syndikation) - E! News (E!) - Extra (Syndikation) - The Insider (Syndikation)                | - Barefoot Contessa: Back to Basics (Food Network) - Guy's Big Bite (Food Network) - Martha Bakes (PBS) - The Mind of a Chef (PBS) - My Grandmother’s Ravioli (Cooking Channel) |

## Schauspiel
| Hauptdarsteller in einer Dramaserie (Outstanding Lead Performance in a Drama Series) | Hauptdarsteller in einer Dramaserie (Outstanding Lead Performance in a Drama Series) |
| Hauptdarsteller | Hauptdarstellerin |
| --- | --- |
| - Anthony Geary als Luke Spencer in General Hospital - Christian LeBlanc als Michael Baldwin in Schatten der Leidenschaft - Billy Miller als Billy Abbott in Schatten der Leidenschaft - Jason Thompson als Dr. Patrick Drake in General Hospital | - Maura West als Ava Jerome in General Hospital - Peggy McCay als Caroline Brady in Zeit der Sehnsucht - Kassie DePaiva als Eve Donavan in Zeit der Sehnsucht - Gina Tognoni als Phyllis Summers in Schatten der Leidenschaft - Laura Wright als Carly Corinthos in General Hospital                         |
| Nebendarsteller (Outstanding Supporting Performance in a Drama Series) | |
| Nebendarsteller | Nebendarstellerin |
| - Chad Duell als Michael Corinthos in General Hospital - Scott Clifton als Liam Spencer in Reich und Schön - Kristoff St. John als Neil Winters in Schatten der Leidenschaft - Jacob Young als Rick Forrester in Reich und Schön                  | - Amelia Heinle als Victoria Newman in Schatten der Leidenschaft - Linsey Godfrey als Caroline Spencer in Reich und Schön - Elizabeth Hendrickson als Chloe Fisher in Schatten der Leidenschaft - Finola Hughes als Anna Devane in General Hospital - Lisa LoCicero als Olivia Falconeri in General Hospital |
| Kinderschauspieler (Outstanding Performance by a Younger Actor in a Drama Series) | Kinderschauspielerin (Outstanding Performance by a Younger Actress in a Drama Series) |
| - Freddie Smith als Sonny Kiriakis in Zeit der Sehnsucht - Bryan Craig als MorganeCorinthos in General Hospital - Max Ehrich als Fenmore Baldwin in Schatten der Leidenschaft - Tequan Richmond als TJ Ashford in General Hospital                | - Hunter King als Summer Newman in Schatten der Leidenschaft - Kristen Anderson als Kiki Jerome in General Hospital - Camilla Banus als Gabi Hernandez in Zeit der Sehnsucht - Haley Pullos als Molly Lansing-Davis in General Hospital                                                                      |

## Moderation
| Gameshow-Moderation (Outstanding Game Show Host) | Talkshow-Moderator Entertainment (Outstanding Entertainment Talk Show Host) |
| --- | --- |
| - Craig Ferguson, Celebrity Name Game - Steve Harvey, Family Feud - Todd Newton, Family Game Night - Pat Sajak, Wheel of Fortune                                           | - Kelly Ripa und Michael Strahan in Live! with Kelly and Michael - Julie Chen, Sara Gilbert, Sharon Osbourne, Aisha Tyler und Sheryl Underwood, The Talk - Wendy Williams, The Wendy Williams Show |
| Talkshow-Moderator (Outstanding Informative Talk Show Host) | |
| - Mario Batali, Carla Hall, Clinton Kelly, Daphne Oz und Michael Symon, The Chew - Dr. Mehmet Oz, The Dr. Oz Show (Syndikation) - Steve Harvey, Steve Harvey (Syndikation) | |

## Produktion
| Drehbuch (Outstanding Writing Team)                                                   | Regie für eine Dramaserie (Outstanding Drama Series Directing Team)                   |
| ------------------------------------------------------------------------------------- | ------------------------------------------------------------------------------------- |
| - Reich und Schön - General Hospital - Schatten der Leidenschaft - Zeit der Sehnsucht | - Reich und Schön - Zeit der Sehnsucht - General Hospital - Schatten der Leidenschaft |

## Lifetime Achievement Awards
- Betty White